# Alveolitidae
Famille
Sous-familles de rang inférieur
- Voir le texte

Les Alveolitidae forment une famille éteinte de coraux de l'ordre éteint des Favositida et de la sous-classe éteinte des Tabulata ou coraux tabulés. 
Selon Fossilworks, il y a 3 sous-familles et 23 genres :
- Sous-famille † Alveolitinae Duncan, 1872
  - Genre † Alveolitella Sokolov, 1952
  - Genre † Alveolites Lamarck, 1801
  - Genre † Crassialveolites Sokolov, 1955
  - Genre † Grandalveolites Mironova, 1970
  - Genre † Kitakamiia Sugiyama, 1940
  - Genre † Planalveolites Lang and Smith, 1939
  - Genre † Scharkovaelites Mironova, 1974
  - Genre † Spongioalveolites Iven, 1980
  - Genre † Subalveolitella Sokolov, 1955
  - Genre † Subalveolites Sokolov, 1955
- Sous-famille † Caliaporinae Mironova, 1974
  - Genre † Archypora Chekhovich, 1975
  - Genre † Axuolites Sharkova, 1963
  - Genre † Caliapora Schlüter, 1889
  - Genre † Oculipora Sokolov, 1952
  - Genre † Squameoalveolites Mironova, 1969
  - Genre † Subcaliapora Chekhovich, 1971
  - Genre † Microalveolites Leleshus, 1972
- Sous-famille † Natalophyllinae Sokolov, 1950
  - Genre † Natalophyllum Radugin, 1938
  - Genre † Scoliopora Lang et al., 1940
  - Genre † Tyrganolithes Chernyshev, 1951
  - Genre † Tuvaelites Chekhovich, 1971